# 学校法人國學院大學
学校法人國學院大學（がっこうほうじんこくがくいんだいがく）は、國學院大學などを設置する学校法人。本部は東京都渋谷区。神社本庁に統合した皇典講究所を起源とし、また同法人が設置する國學院大學は皇典講究所の神職養成機関としての役割を継承していることから、全国の神社や神社本庁と密接な関係にある。

## 沿革

### 略歴
1882年（明治15年）に明治政府が神職養成の中央機関として設立した皇典講究所を起源とする。戦後連合国による占領政策の圧力を受け、 1946年（昭和21年）に解散し宗教法人神社本庁に統合。その後、単独の法人として学校法人國學院大學の前身である財団法人國學院大學を設立し、資産や人員を継承した。財団法人國學院大學は1951年（昭和26年）学校法人國學院大學に改組した。

### 年表
- 1882年（明治15年）- 有栖川宮幟仁親王、皇典講究所初代総裁に就任。校地を東京府麹町区飯田町（現・東京都千代田区飯田橋）に定め、11月4日皇典講究所が開黌。
- 1890年（明治23年）- 11月22日、皇典講究所に教育機関として國學院を設置。
- 1898年（明治31年）- 皇典講究所が財団法人として認可される。
- 1904年（明治37年）- 國學院が専門学校令による認可を得て専門学校に昇格、大学部を設置。
- 1906年（明治39年）- 國學院を私立國學院大學に改称。
- 1919年（大正8年）- 私立國學院大學を國學院大學に改称。

#### 大正
- 1920年（大正9年）- 國學院大學が大学令による旧制大学に昇格する。
- 1923年（大正12年）- 渋谷氷川裏御料地に移転。

#### 昭和
- 1930年（昭和5年）- 國學院大學に神殿鎮座。
- 1946年（昭和21年）- 皇典講究所を解散し、財団法人國學院大學を設立。
- 1948年（昭和23年）- 國學院大學が学制改革により新制大学となる。國學院高等学校を開設。9月、目白学園を合併。
- 1951年（昭和26年）- 2月、財団法人國學院大學を学校法人國學院大學に改組。
- 1952年（昭和27年）- 12月23日、久我山学園（久我山高等学校・久我山中学校）を合併。國學院大學久我山中学校・高等学校に改称。
- 1954年（昭和29年）- 國學院大學校舎内に幼稚園教員養成所を開設（國學院大學幼児教育専門学校の前身）。翌年東京都知事認可[1]。
- 1960年（昭和35年）- 4月、國學院大學栃木高等学校開校。
- 1963年（昭和38年）- 3月、学校法人國學院大學栃木学園を分離設立し、國學院大學栃木高等学校を移管する。
- 1969年（昭和44年）- 國學院幼稚園を開設。
- 1976年（昭和52年）-  國學院大學幼稚園教員養成所（各種学校）を國學院大學幼児教育専門学校（専修学校）に改称、改組。
- 1982年（昭和57年）-國學院女子短期大学（國學院大學北海道短期大学部の前身）を開設。創立100周年を迎える。
- 1985年（昭和60年）- 11月、皇典講究所発祥記念碑を日本大学と共同で建立。

#### 平成
- 1991年（平成3年）- 4月、國學院女子短期大学を國學院短期大学に改称。男女共学制に移行する。
- 1996年（平成8年）- 4月、國學院第二高等学校の廃止が認可される。
- 2007年（平成19年）- 「皇典講究所」を商標登録 。登録番号第5018534号[2]。
- 2009年（平成21年）- 4月、國學院短期大学を國學院大學北海道短期大学部に改称。
- 2013年（平成25年）- 4月、國學院大學幼児教育専門学校閉校。

## 設置している大学、学校

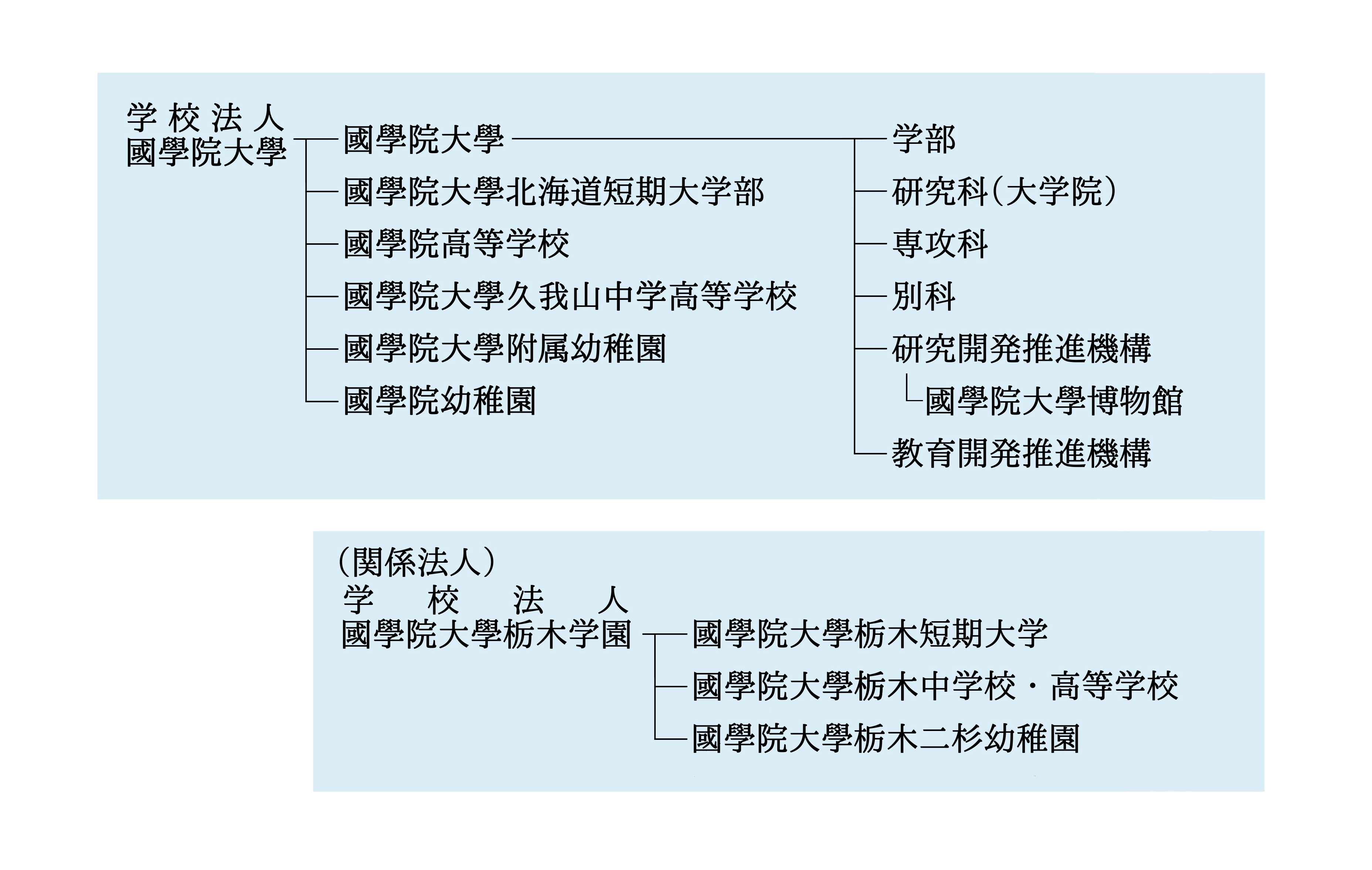
学校法人國學院大學組織図

- 國學院大學
- 國學院大學北海道短期大学部
- 國學院高等学校
- 國學院大學久我山中学校・高等学校
- 國學院大學附属幼稚園
- 國學院幼稚園

### 閉校
- 國學院大學幼児教育専門学校